# Richard V. Allen
Pour les articles homonymes, voir Richard Allen et Allen.
Richard V. Allen, né le 1er janvier 1936 à Collingswood dans le New Jersey et mort le 16 novembre 2024 à Denver au Colorado, est un homme politique américain. Membre du Parti républicain, il est conseiller à la sécurité nationale entre 1981 et 1982 dans l'administration du président Ronald Reagan,,.